# OGLE-2006-BLG-109Lb
OGLE-2006-BLG-109Lb is een exoplaneet die draait om OGLE-2006-BLG-109L.
De planeet is 4.920 lichtjaar van ons vandaan in het sterrenbeeld Boogschutter. Het is de eerste planeet gezien vanaf OGLE-2006-BLG-109L gevolgd door OGLE-2006-BLG-109Lc. Zij werd ontdekt op 14 februari 2008 door middel van gravitationele microlensing. 
Sinds de ontdekking van de eerste exoplaneet,  Pegasi b, zijn er nog 270 exemplaren ontdekt. Men is verrast door de gelijkenis met het zonnestelsel. Zo zou OGLE-2006-BLG-109Lb fel op onze aarde gelijken. 